# Lyra Etk
LYRA ETK est une entreprise française active dans le domaine des implants dentaires, des prothèses dentaires, des dispositifs médicaux dédiés à l'orthodontie, et l'imagerie médicale.
Le siège du groupe est situé à Paris.

## Histoire

### LYRA
2014 : LYRA est créée.

### ETK (Euroteknika)
1992 : Euroteknika est créée.
2004 : Le Groupe Stemmer (RAS Holding) acquiert la société Euroteknika.
2015 : La société « Euroteknika » devient « ETK ».
2016 : ETK devient une entité de LYRA,,,,,,.

### LYRA ETK
En 2016, LYRA ETK fournit une solution numérique complète, de la fourniture d'implants dentaires à la numérisation complète du cabinet dentaire,,,.